# Micro-Epsilon Messtechnik
Die Micro-Epsilon Messtechnik GmbH & Co. KG (Eigenschreibweise: MICRO-EPSILON MESSTECHNIK) ist ein international tätiger Hersteller von Präzisionssensorik und Messsystemen für industrielle Messaufgaben mit Sitz im bayerischen Ortenburg.

## Geschichte

### Gründung des Unternehmens und Anfangsjahre
Micro-Epsilon wurde 1968 von Franz Frischen als eine Vertriebsfirma für Dehn-Mess-Streifen und Sensoren mit Sitz in Hannover gegründet. 1975 erfolgte die Verlegung des Stammsitzes nach Ortenburg, woraufhin der ortsansässige Karl Wisspeintner als Gesellschafter in das Unternehmen einstieg. Micro-Epsilon begann in Ortenburg mit der eigenen Entwicklung und Herstellung von Sensoren.
1980 konzipierte das Unternehmen das erste Wirbelstrom-Messsystem. In der Folge erweiterte Micro-Epsilon seine Geschäftstätigkeit neben der Produktion von Sensoren auf die darauf aufbauenden Messsysteme für industrielle Messaufgaben. Stand 2023 sind Sensoren und Systeme noch immer die zentralen Geschäftsfelder des Unternehmens.

### Ausweitung der internationalen Geschäftstätigkeit in den Neunzigerjahren
1991 wurde die tschechische Micro-Epsilon Czech Republic s.r.o mit Sitz in Bechin gegründet. 1995 integrierte Micro-Epsilon die Bereiche Software und Systeme in das Unternehmen. Bereits im Jahr 1997 steigerte Micro-Epsilon seinen Export-Anteil auf 30 %. Zwei Jahre später stellte Micro-Epsilon auf der Hannover-Messe sein neu entwickeltes Messsystem zur berührungslosen Foliendickenmessung vor. Im selben Jahr erfolgte die Gründung der Micro-Epsilon America LP in Raleigh, USA als weiterer Standort.

### Neue Geschäftsbereiche ab 2000
Im Jahr 2000 erweiterte Micro-Epsilon die Geschäftstätigkeit auf den Bereich 2D- und 3D-Bildverarbeitung. 2001 war das Unternehmen an der Gründung einer Forschungskooperation für die Entwicklung, den Vertrieb sowie die Produktion von chirurgischen Assistenzsystemen beteiligt, die 2005 in ein eigenständiges Unternehmen mündete – die Aktormed GmbH (Eigenschreibweise: AKTORmed), Neutraubling.
2004 stellte die 1992 gegründete, zu Micro-Epsilon gehörende thüringische Firma Micro-Hybrid Electronic GmbH, Hermsdorf einen in der Medizintechnik neuen Sensor für die Analyse von Bestandteilen von Gasen vor, der beispielsweise in der Anästhesie für die Überwachung der Atemluft eingesetzt wird.
In den Jahren 2007 bis 2015 erfolgte die Gründung weiterer Micro-Epsilon-Standorte in China, Schweden und Indien.
Im Jahr 2010 erwarb das Unternehmen die INB Vision GmbH, Magdeburg. Für 2011 plante Micro-Epsilon neue Firmengebäude an dem Standort Bratislava. Im selben Jahr stellte das Unternehmen die mit einem anorganischen Trägermaterial versehene Embedded Coil Technology (ECT-Sensoren) sowie die patentierten Blue-Lasersensoren für rotglühende Objekte und transparente Stoffe vor. 2012 führte Micro-Epsilon die Farbspektrometrie im Geschäftsbereich Sensoren ein.
Im Juli 2022 weihte das Unternehmen ein neues Kompetenzzentrum für Mikromechatronik in Ortenburg ein. In dieser Fertigungsstätte werden Sensoren hergestellt, die eigens für den Einsatz in den Bereichen Luft- und Raumfahrt sowie Halbleitermaschinenbau entwickelt werden. In den Jahren 2022 und 2023 wurden weitere Standorte in Taiwan und Südkorea eröffnet.

## Produkte und Geschäftsbereiche
Die Geschäftsbereiche von Micro-Epsilon unterteilen sich in die Entwicklung und Produktion von Sensoren und mikromechatronischen Systemen, von 2D- und 3D-Messtechnik sowie von Mess- und Prüfanlagen. Die hergestellten Produkte werden beispielsweise in den Bereichen Luftfahrt, Automatisierung, Elektronik- sowie Halbleiterindustrie und Maschinenbau verwendet. Des Weiteren finden die Produkte in den Bereichen Automatisierungstechnik, Lackiertechnik, Oberflächenbeschichtung und Drucktechnik Anwendung.
Die von Micro-Epsilon hergestellten Sensoren (zum Beispiel Induktive Sensoren, Kapazitive Sensoren, Laser-Sensoren) werden beispielsweise für die berührende und berührungslose Messung von Wegen oder Schwingungen eingesetzt. Im Rahmen dieses Geschäftsfelds entwickelte das Unternehmen unter anderem Sensoren für das größte Weltraumteleskop (das Extremely Large Telescope, kurz: ELT).
Im Bereich 2D- und 3D-Messtechnik werden 2D- und 3D-Sensoren (zum Beispiel das 3D-System Reflectcontrol, das für die Überprüfung von spiegelnden Teilen, wie Lackoberflächen von Karosserien, entwickelt wurde) sowie Laser-Profil-Scanner produziert. Der Unternehmensbereich Mess- und Prüfanlagen beinhaltet die Konzeption von kompletten Systemen, die beispielsweise in der Automobilbranche, für Kunststoffe und Folien sowie zur Qualitätskontrolle von Batteriefolien und Metallbändern eingesetzt werden.

## Unternehmensstruktur

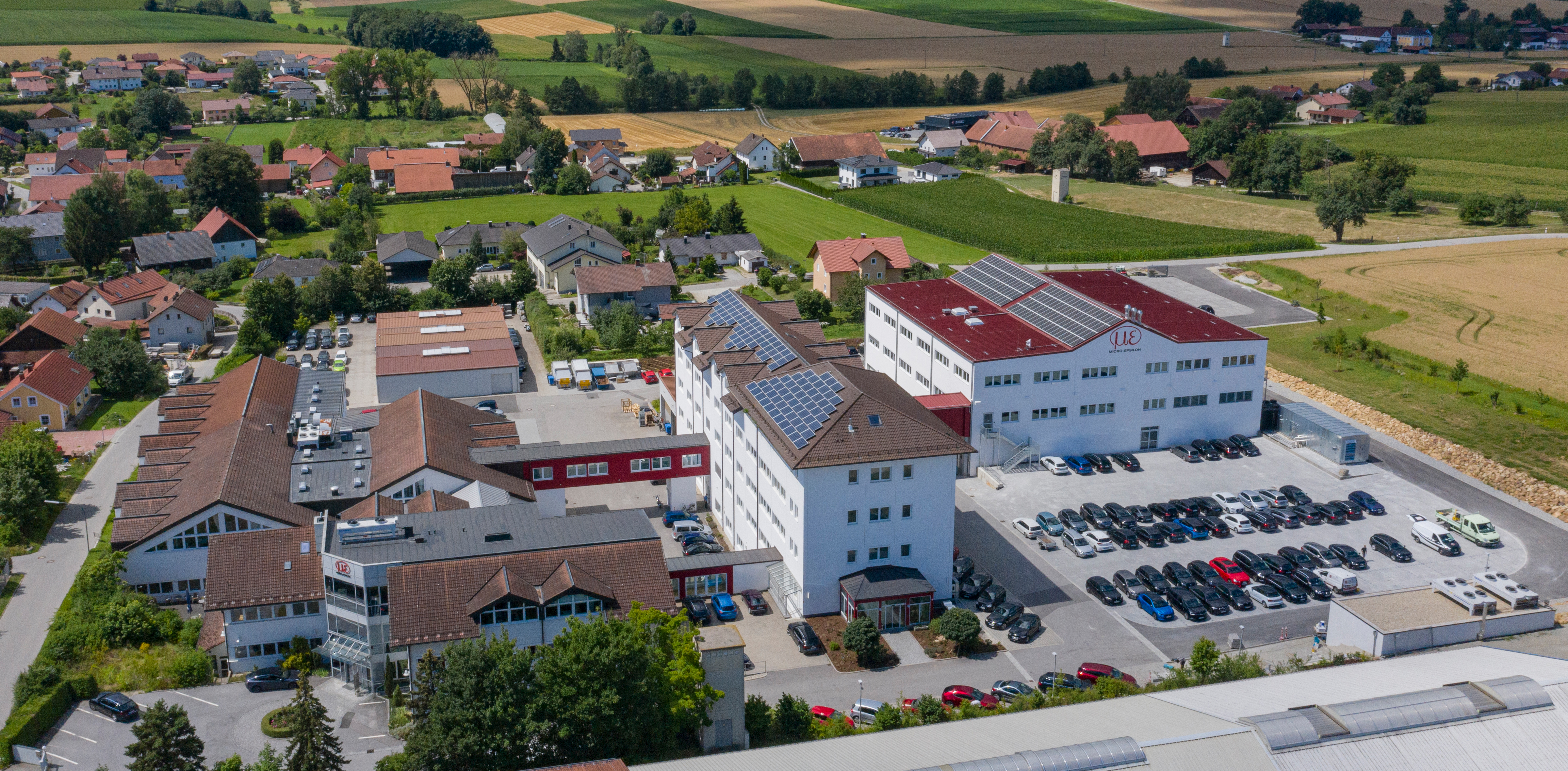
Luftbildaufnahme des Firmengeländes in Ortenburg

Das Unternehmen ist zu 92 % an der Micro-Epsilon America L.P., Raleigh, USA und zu 50 % an der Europäischen Wirtschaftlichen Interessenvereinigung Fames EWIV, Ortenburg beteiligt.
Micro-Epsilon ist Teil der Micro-Epsilon Messtechnik Beteiligungsgesellschaft mit beschränkter Haftung, Ortenburg, zu der Stand 2023 folgende Unternehmen gehören:
| Gesellschaft                                  | Sitz                               |
| --------------------------------------------- | ---------------------------------- |
| Micro-Epsilon America                         | Raleigh                            |
| Micro-Epsilon (Beijing) Measurement Co., Ltd. | Peking                             |
| Micro-Epsilon Czech Republic spol.s.r.o.      | Bechyne                            |
| Micro-Epsilon France S.a.r.l.                 | Saint Germain en Laye              |
| Micro-Epsilon India Private Ltd.              | Pune, Maharashtra                  |
| Micro-Epsilon Japan K.K.                      | Suita, Osaka                       |
| Micro-Epsilon Sensotest AB                    | Järfälla, Schweden                 |
| Micro-Epsilon Swiss AG                        | St. Gallen                         |
| Micro-Epsilon UK Ltd.                         | Birkenhead                         |
| Micro-Epsilon Optronic GmbH                   | Dresden                            |
| Micro-Hybrid Electronic GmbH                  | Hermsdorf                          |
| Micro-Epsilon Eltrotec GmbH                   | Göppingen                          |
| Micro-Epsilon Taiwan Co. Ltd                  | New Taipei City                    |
| Micro-Epsilon Korea Ltd.                      | Seongnam-si, Gyeonggi-do, Südkorea |
| INB Vision GmbH                               | Magdeburg                          |
| Micro-Epsilon Atensor GmbH                    | Steyr-Gleink                       |
| Micro-Epsilon Inspection s.r.o.               | Bratislava, Slowakei               |
| Cartesy GmbH                                  | Mühldorf am Inn                    |
| Aktormed GmbH                                 | Neutraubling                       |
| Optocraft GmbH                                | Erlangen                           |
| VisioCraft GmbH                               | Erlangen                           |
| Elina Technologies Ltd.                       | Israel                             |
|                                               |                                    |

## Mitgliedschaften
Micro-Epsilon ist Partner des Sensorik-Netzwerks Strategische Partnerschaft Sensorik e.V. (SPS) in Regensburg sowie Mitglied im Branchenverband AMA Verband für Sensorik und Messtechnik e.V. Ebenso ist das Unternehmen Mitglied im OptecNet Deutschland e.V.